# تپه توپخانه (۲)
تپه توپخانه (۲) مربوط به دوران پیش از تاریخ ایران باستان تا دوران‌های تاریخی پس از اسلام است و در شهرستان دلفان، بخش کاکاوند، روستای کشور قلعه محمد واقع شده و این اثر در تاریخ ۱۷ اسفند ۱۳۸۱ با شمارهٔ ثبت ۷۹۵۹ به‌عنوان یکی از آثار ملی ایران به ثبت رسیده است.